# Alfa Romeo 177
Alfa Romeo 177 byl vůz Formule 1 používaný týmem Alfa Romeo v sezóně 1979, který debutoval při Grand Prix Belgie 1979. Model 177 znamenal návrat Alfy Romeo do Formule 1, 28 let po zisku titulu mistra světa mezi jezdci v letech 1950 a 1951.

## Design a vývoj
Vůz byl zkonstruován závodním oddělením Alfy Romeo Autodelta a měl motor Alfa Romeo Flat-12 navržený Carlo Chitim, který byl dříve používán ve sportovních vozech Alfa Romeo 33TT12 a 33SC12. V sezóně 1976 byl tento motor dodáván Brabhamu a obchod pokračoval až do sezóny 1979.
Vůz 177, jehož označení bylo odvozeno od skutečnosti, že jeho vývoj byl zahájen v roce 1977, byl objemný vůz dokončený v tmavě červené barvě, kterou převzala Autodelta. Vůz 177 se vyznačoval nýtovaným hliníkovým podvozkem s předním odpružením horními kyvnými rameny, spodními příčnými rameny a vestavěnými jednotkami vinutých pružin a tlumičů. Zadní zavěšení obsahovalo paralelní spodní táhla, jednoduché horní táhla, dvojité poloměrové tyče a vnější jednotky vinuté pružiny a tlumiče. Bruno Giacomelli vyhrál v roce 1978 evropský šampionát Formule 2 v týmu March a byl najat, aby řídil novou Alfu Romeo 177. Tento vůz používal při Grand Prix Belgie a Grand Prix Francie.
Vůz Alfa Romeo 179 s novým motorem V12 byl připraven pro Grand Prix Itálie v Monze, takže Giacomelli řídil nový vůz, zatímco s vozem 177 závodil Vittorio Brambilla. Oba jezdci poté závodili s vozem 179.

## Shrnutí sezóny

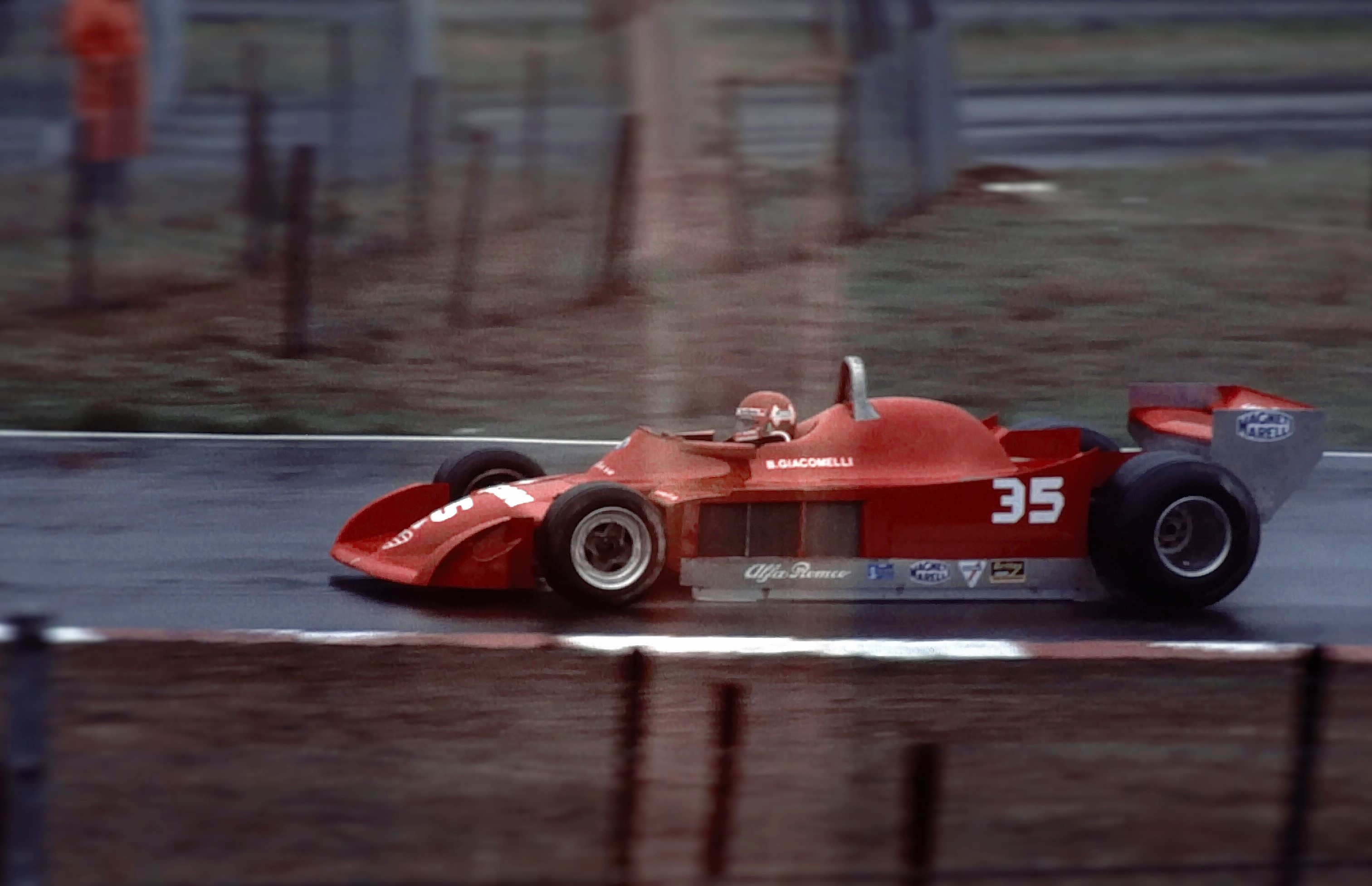
Bruno Giacomelli řídící vůz 177 v Zolderu v sezóně 1979.

Giacomelli se kvalifikoval v Zolderu na Grand Prix Belgie na 14. místě, pouhé dvě sekundy od vítěze kvalifikace z týmu Ligier Jacquese Laffiteho a před zkušenějšími konkurenty, především oběma vozy McLarenu. Po špatném startu se propadl v 1. kole na 18. místo, ale pomalu se prodíral polem vpřed díky smůle ostatních V 21. kole se dostal na 13. pozici, když tvrdě předjel vůz Shadow Elia de Angelise. De Angelis se ho pokusil předjet zpět šikanou, ale poškodil Giacomelliho zadní křídlo a oba vozy vyřadil ze závodu.
Tým vynechal Grand Prix Monaka o čtrnáct dní později, ale vrátil se do Francie na závod v Dijon-Prenois. Giacomelliho kvalifikační tempo nebylo tak silné a do závodu odstartoval ze 17. místa, téměř 3,5 sekundy za vítězem kvalifikace Jeanem-Pierrem Jabouillem na Renaultu . Další špatný start ho na konci prvního kola posunul na 20. místo, i když rychle předjel bojujícího Jana Lammerse z týmu Shadow. Znovu se pomalu posouval vpřed a ve 20. kole se dostal zpět na 17. místo. Zdálo se však, že vůz v další fázi závodu trpěl nedostatkem tempa a Giacomelliho předjeli Riccardo Patrese a Jochen Mass z týmu Arrows, Héctor Rebaque z Lotusu a jeho starý nepřítel de Angelis v rychlém sledu za sebou a Giacomelli se propadl na 20. místo v 26. kole. Giacomelli pomalu začal znovu zrychlovat a nakonec dokázal znovu předjet de Angelise v 51. kole a dvojice se posunula v pořadí vpřed, když ostatní vozy vypadly, a nakonec se posunuli na 16. a 17. místě. Dva Italové pokračovali v boji po zbytek závodu, přičemž vedoucí Jabouille je pětkrát předejel o kolo. Vzhledem k tomu, že Jabouille již projel cílem, bylo 75. kolo jejich posledním kolem a de Angelis předjel Giacomelliho, když zbývaly pouhé yardy závodu, aby mu sebral 16. místo.
Po zklamáních z prvních dvou závodů týmu Alfa Romeo vynechala další čtyři a poprvé přijela do Monzy na Grand Prix Itálie v září se dvěma vozy. Giacomelli řídil nový vůz 179, zatímco Vittorio Brambilla řídil vůz 177. Brambilla byl mimo Formuli 1 rok kvůli zranění, které utrpěl v Monze v předchozím roce při stejné havárii, která zabila Ronnieho Petersona. Brambilla, který ten den seděl za volantem týmu Surtees, se kvalifikoval na nízkém 22. místě, čtyři sekundy za vítězem kvalifikace Jabouillem a více než půl sekundy za Giacomellim v novém voze. Přestože ho Emerson Fittipaldi a de Angelis předjeli v 11. kole, obecně se jeho pozice v průběhu závodu zlepšovala, protože ostatní měli problémy, včetně Giacomelliho, který ve 29. kole odstoupil a Brambilla pokračoval na voze 177 jako jediný zástupce Alfy. I když byl později předjet Alanem Jonesem, který se po svých raných problémech s Williamsem probojoval skrz startovní pole, některá další odstoupení mu umožnila dojet na slušném 12. místě, pouze s kolovou ztrátou na vítěznné Ferrari Jodyho Schecktera. To bylo nejlepším výsledkem Alfy v sezóně i přesto, že ve zbývajících dvou závodech byly pro oba jezdce poskytnuty nové vozy 179.
Vůz 179 převzal účast v závodech natrvalo, takže tyto tři závody zůstaly jediným dopadem vozu 177 na knihy rekordů Formule 1.

## Kompletní výsledky ve Formuli 1
| Legenda k tabulce | Legenda k tabulce                                                                       |
| Barva             | Výsledek                                                                                |
| ----------------- | --------------------------------------------------------------------------------------- |
| Zlatá             | Vítěz                                                                                   |
| Stříbrná          | 2. místo                                                                                |
| Bronzová          | 3. místo                                                                                |
| Zelená            | Bodované umístění                                                                       |
| Modrá             | Nebodované umístění                                                                     |
| Modrá             | Dokončil neklasifikován (NC)                                                            |
| Fialová           | Odstoupil (Ret)                                                                         |
| Červená           | Nekvalifikoval se (DNQ)                                                                 |
| Červená           | Nepředkvalifikoval se (DNPQ)                                                            |
| Černá             | Diskvalifikován (DSQ)                                                                   |
| Bílá              | Nestartoval (DNS)                                                                       |
| Bílá              | Závod zrušen (C)                                                                        |
| Světle modrá      | Pouze trénoval (PO)                                                                     |
| Světle modrá      | Páteční testovací jezdec (TD)                                                           |
| Bez barvy         | Netrénoval (DNP)                                                                        |
| Bez barvy         | Vyřazen (EX)                                                                            |
| Bez barvy         | Nepřijel (DNA)                                                                          |
| Bez barvy         | Odvolal účast (WD)                                                                      |
| Bez barvy         | Nezúčastnil se (prázdné)                                                                |
| Označení          | Význam                                                                                  |
| Tučnost           | Pole position                                                                           |
| Kurzíva           | Nejrychlejší kolo                                                                       |
| †                 | Jezdec nedojel do cíle, ale byl klasifikován, protože odjel více než 90 % délky závodu. |
| ‡                 | Byl udělován poloviční počet bodů, protože bylo odjeto méně než 75 % délky závodu.      |
| Horní index       | Umístění bodujících jezdců ve sprintu                                                   |

| Rok  | Tým       | Motor                 | Pneumatiky | Jezdci             | 1   | 2   | 3   | 4   | 5   | 6   | 7   | 8   | 9   | 10  | 11  | 12  | 13  | 14  | 15  | Body | Umístění  |
| ---- | --------- | --------------------- | ---------- | ------------------ | --- | --- | --- | --- | --- | --- | --- | --- | --- | --- | --- | --- | --- | --- | --- | ---- | --------- |
| 1979 | Autodelta | Alfa Romeo 115-12 F12 | G          |                    | ARG | BRA | RSA | USW | ESP | BEL | MON | FRA | GBR | GER | AUT | NED | ITA | CAN | USA | 0    | 16. místo |
| 1979 | Autodelta | Alfa Romeo 115-12 F12 | G          | Bruno Giacomelli   |     |     |     |     |     | Ret |     | 17  |     |     |     |     |     |     |     | 0    | 16. místo |
| 1979 | Autodelta | Alfa Romeo 115-12 F12 | G          | Vittorio Brambilla |     |     |     |     |     |     |     |     |     |     |     |     | 12  |     |     | 0    | 16. místo |